# Gospodar i ratnik: Daleka strana svijeta
Gospodar i ratnik: Daleka strana svijeta (eng. Master and Commander: The Far Side of the World) je američka epska povijesna drama iz 2003. godine koju je režirao Peter Weir, a u kojoj su glavne uloge ostvarili Russell Crowe kao Jack Aubrey i Paul Bettany kao Stephen Maturin. Film su distribuirale kompanije 20th Century Fox, Miramax Films i Universal Studios. Radnja filma i likovi preuzeti su iz tri različita romana autora Patricka O'Briana iz njegove serije Aubrey-Maturin koja sveukupno ima 20 knjiga o mornarskoj karijeri Jacka Aubreyja.
Film Gospodar i ratnik: Daleka strana svijeta nominiran je u deset kategorija za prestižnu filmsku nagradu Oscar, uključujući i onu za najbolji film. Osvojio je dvije nagrade - za najbolju kameru i najbolju montažu zvuka, a u svim ostalim kategorijama izgubio je od istog filma (Gospodar prstenova: Povratak kralja).

## Sadržaj
Radnja filma odvija se u svibnju 1805. godine za vrijeme Napoleonskih ratova. Kapetanu "Sretnom Jacku" Aubreyu naređeno je da pronađe francuski gusarski brod Acheron te da ga "potopi, spali ili osvoji kao nagradu". Film započinje kada jedan od članova posade na britanskom ratnom brodu začuje zvono u daljini, a nakon što kapetan Aubrey dođe na krmu i pogleda kroz teleskop vidi topovsku paljbu s broda Acheron te njegov brod Surprise biva napadnut. Surprise je toliko oštećen da se njime više ne može upravljati, a također u njega prodire i voda. Koristeći čamce, posada sa Surprisea odvodi brod u maglu na taj način bježeći od daljnjih napada. Aubrey saznaje od člana posade koji je gledao Acheron dok se gradio da je teži, brži, i bolje naoružan od Surprisea, a stariji mornari smatraju ga klasom iznad njihovog broda. Aubrey govori posadi da bi takav brod mogao biti ono što će prevagnuti u ratu na Napoleonovu stranu pa umjesto da se vrate u luku na popravak, kapetan naređuje nastavak potjere za Acheronom. Uskoro ih Acheron ponovno napadne, ali Aubrey uspijeva pobjeći zahvaljujući svojoj domišljatosti.
Odlazeći dalje prema jugu, Surprise dolazi do Rta Dobre nade te se zaputi prema otočju Galapagos na kojem Aubrey vjeruje da se Acheron usidrio kako bi napao iz zasjede britansku flotu kitolovaca. Brodski doktor, Maturin, zainteresiran je za floru i faunu na otoku; Aubrey obećava svom prijatelju da će mu osigurati nekoliko dana za istraživanje. Nakon što Surprise dođe na Galapagos otkrivaju nekoliko preživjelih s broda kojeg je Ancheron ranije uništio te saznaju da je brod blizu pa se Aubrey uputi u još jednu potjeru. Maturin optužuje Aubreyja da je prekršio svoju riječ i da kreće u potjeru za Acheronom ne zbog obveze već zbog vlastitog ponosa što Aubrey opovrgne iako priznaje da je premašio svoje naredbe u progonu broda.
Kapetan Howard pokušava pucati u pticu albatros, ali umjesto toga slučajno pogodi doktora Maturina. Pomoćnik doktora obavještava Aubreyja da se metak skupa s dijelom odjeće kojeg je povukao sa sobom moraju izvaditi, ali da operacija mora biti obavljena na čvrstom tlu. Unatoč tome što se približava Acheronu, Aubrey se okreće i odvodi doktora do otočja Galapagos. Maturin izvede operaciju sam, koristeći zrcalo. Odustavši od potjere za Acheronom, Aubrey da priliku Maturinu da istraži otok i uzme nekoliko različitih životinjskih vrsta za proučavanje prije njihovog povratka kući. Prelazeći na drugu stranu otoka u potrazi za rijetkim životinjskim vrstama, doktor otkrije usidreni Acheron. Ostavivši većinu životinja iza sebe, Maturin požuruje natrag na brod kako bi upozorio Aubreyja na mogućnost bitke. Zbog načina na koji je Acheron napravljen, Surprise bi morao doći vrlo blizu broda kako bi ga paljbom oštetio; nešto što većina posade smatra nemogućim. Međutim, nakon što je promatrao sposobnost kamuflaže jedne od Maturinih životinja - kukca - Aubrey prerušava Surprise u kitolovca nadajući se da će mu se Francuzi približiti i pokušati ga osvojiti, a ne odmah uništiti. To se i događa, pa posada Surprisea osvoji Acheron. Aubrey predvodi svoju posadu preko krme te dolazi do borbe prsa o prsa prije nego što osvoje brod. Tražeći Acheronovog kapetana, Aubreyja upute do brodske bolnice gdje ga francuski doktor obavještava da je kapetan mrtav te mu predaje kapetanov mač.
Uskoro su oba broda popravljena; i dok će Surprise ostati na Galapagosu, osvojeni Acheron će s britanskom posadom otploviti to Valparaisa. Dok se Acheron udaljava, Maturin obavještava Aubreyja da je doktor s tog broda umro prije nekoliko mjeseci. Shvativši da ga je francuski kapetan nasamario pretvarajući se da je brodski doktor, Aubrey izdaje novu naredbu za pratnju Acherona. Maturin još jedanput ostaje bez šanse da istražuje Galapagos. Aubrey mu na to govori da jer ptica koju traži ne može letjeti, "ona neće nigdje otići" te njih dvojica zajedno odsviraju Luigija Boccherinija dok se posada priprema za napad.

## Glumačka postava
- Kapetan Jack Aubrey – Russell Crowe
- Dr. Stephen Maturin – Paul Bettany
- Prvi poručnik Thomas Pullings – James D'Arcy
- Drugi poručnik William Mowett - Edward Woodall
- Pitomac Lord William Blakeney – Max Pirkis
- Pitomac Boyle – Jack Randall
- Pitomac/Aktivni treći poručnik Peter Myles Calamy – Max Benitz
- Pitomac Hollom – Lee Ingleby
- Pitomac Williamson – Richard Pates

## Produkcija

### Razvoj projekta
Film kombinira elemente iz 13 različitih knjiga autora Patricka O'Briana, ali glavni zaplet preuzet je iz knjige Daleka strana svijeta. Međutim, u filmskoj verziji radnja se događa 1805. godine odnosno tijekom Napoleonskih ratova za razliku od 1813. godine kad se odvija radnja u knjizi (za vrijeme Anglo-američkog rata) budući producenti nisu željeli uvrijediti američku kino publiku. Posljedica toga je bila i promjena izmišljenog protivnika - umjesto USS Norfolka (knjiga) negativac je francuski Acheron (film). U filmu je brod Acheron konstruirala ekipa koja stoji iza vizualnih efekata i to na temelju broda USS Constitution iz Bostona pomoću kojeg je kompjuterski model Acherona napravljen. Potjera oko Rta Dobre nade preuzeta je iz knjige Desolation Island. Acheron je zamijenjen nizozemskim ratnim brodom Waakzaamheid dok je Surprise zamijenjen brodom Leopard, a Aubrey je taj kojeg u knjizi proganjaju. Epizoda u filmu u kojoj Aubrey vara neprijatelja malim brodićem s lanternom preuzet je iz knjige Gospodar i ratnik, a epizoda u kojoj Maturin obavlja operaciju nad samim sobom kako bi si izvadio metak je preuzeta iz knjige HMS Surprise. Ostali incidenti u filmu preuzeti su iz drugih O'Brianovih knjiga.
Posebno DVD izdanje filma sadržava pogled iza kamere koji prikazuje detaljan uvid u snimanje filma. Ostvareni su veliki napori kako bi se prikazao autentičan izgled i osjećaj na brodu u ranom 19. stoljeću. Međutim, na brodu Rose (koji je "glumio" Acheron) snimalo se tek desetak dana, dok su ostale scene snimane u veliki replikama napravljenima u tanku. Brodu Rose danas je promijenjeno ime u HMS Surprise kako bi se odala počast filmu, a nalazi se u pomorskom muzeju u San Diegu. Svi glumci morali su proći mornarsku obuku perioda u kojem se film događa kako bi njihove performanse izgledale što autentičnije. Lokacije snimanja na Galapagosu su autentične i jedinstvene zbog toga što se na tim otocima uglavnom snimaju samo dokumentarni filmovi.

## Distribucija i kritike

### Kino distribucija
U svom prvom vikendu u SAD-u film se otvorio na drugom mjestu (14. – 16. studenog 2003.) zaradivši $25.105,990. Drugog je vikenda pao na četvrto mjesto, a trećeg na šesto te završio svoju domaću kino distribuciju ukupnom zaradom od $93.926,386. Van SAD-a i Kanade film je zaradio dodatnih $116.550,000 od čega je najbolje prošao u Italiji ($15.111,841) pa mu sveukupna svjetska zarada do danas iznosi 212.011,111. Od prosinca 2010. godine ovakvim rezultatom film se nalazi na 397 mjestu najvećih filmskih kino zarada (bez izračuna inflacije).

### Kritike
Film Gospodar i ratnik: Daleka strana svijeta kritičari su jako dobro prihvatili. Na popularnoj Internet stranici Rotten Tomatoes, film ima 85% pozitivnih ocjena na temelju 204 kritike. Roger Ebert dao je filmu svoje maksimalne četiri zvjezdice istaknuvši da film "uspijeva stvoriti epski osjećaj bez gubljenja onog ljudskog u sebi".

## Nagrade i nominacije

### Oscar
Film Gospodar i ratnik: Daleka strana svijeta nominiran je u deset kategorija za prestižnu filmsku nagradu Oscar, a osvojio je dvije:
- Najbolja kamera - Russell Boyd
- Najbolja montaža zvuka - Richard King
- Najbolji film - Samuel Goldwyn Jr., Peter Weir i Duncan Henderson
- Najbolji redatelj - Peter Weir
- Najbolja scenografija - William Sandell i Robert Gould
- Najbolja kostimografija - Wendy Stites
- Najbolja montaža - Lee Smith
- Najbolja maska - Edouard F. Henriques i Yolanda Toussieng
- Najbolji specijalni efekti - Daniel Sudick, Stefen Fangmeier, Nathan McGuinness i Robert Stromberg
- Najbolji zvuk - Paul Massey, Doug Hemphill i Art Rochester

### Zlatni globus
Film Gospodar i ratnik: Daleka strana svijeta nominiran je u tri kategorije za filmsku nagradu Zlatni globus, ali nije osvojio niti jednu:
- Najbolji film (drama)
- Najbolji redatelj - Peter Weir
- Najbolji glumac (drama) - Russell Crowe

### BAFTA
Film Gospodar i ratnik: Daleka strana svijeta nominiran je u osam kategorija za britansku nagradu BAFTA, a osvojio je četiri nagrade:
- David Lean nagrada za najboljeg redatelja - Peter Weir
- Najbolji zvuk - Richard King, Doug Hemphill, Paul Massey i Art Rochester
- Najbolja kostimografija - Wendy Stites
- Najbolja scenografija - William Sandell
- Najbolji film
- Najbolji sporedni glumac - Paul Bettany
- Najbolja kamera - Russell Boyd
- Najbolji specijalni efekti - Daniel Sudick, Stefen Fangmeier, Nathan McGuinness i Robert Stromberg

## Vanjske poveznice
- Gospodar i ratnik: Daleka strana svijeta u internetskoj bazi filmova IMDb-a
- Gospodar i ratnik: Daleka strana svijeta na Box Office Mojo
- Gospodar i ratnik: Daleka strana svijeta na Rotten Tomatoes